# Église Ulrique-Éléonore (Kristinestad)
L'église Ulrique-Éléonore (en finnois : Ulrika Eleonoran kirkko) est une église en bois située à Kristinestad en Finlande. 

## Histoire
En 1654–1658, on construit au même endroit une église qui est incendiée par la foudre le 16 juin 1697. 
L'église en bois la remplace et est remplacée en 1897 par une église en briques mais elle est restaurée et remise en service en 1965. 
Le premier clocher est construit en 1675–1679. En 1702–1704,  Matts Larsson Murick construit le clocher actuel de deux étages à soubassement en pierres,.
En 1958–1964, Thorvald Lindqvist conduit les travaux de restauration de l'église.

## Galerie

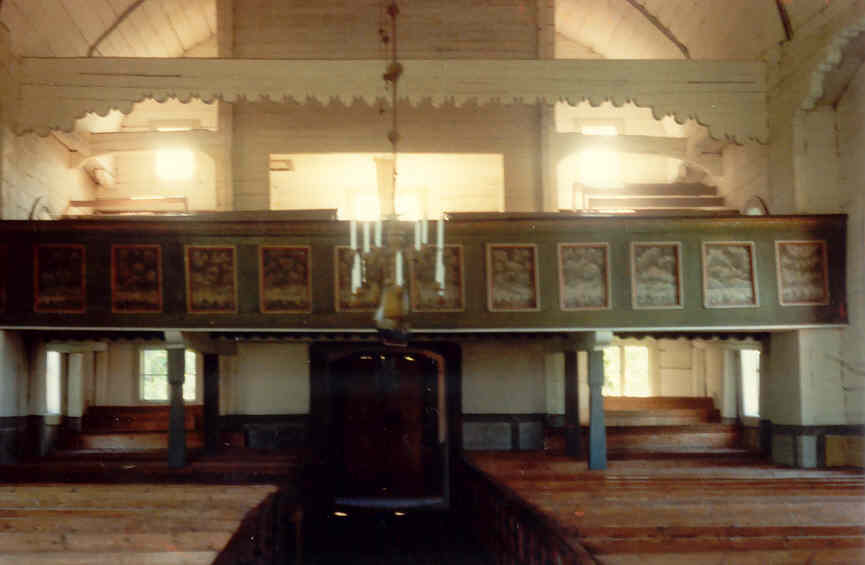
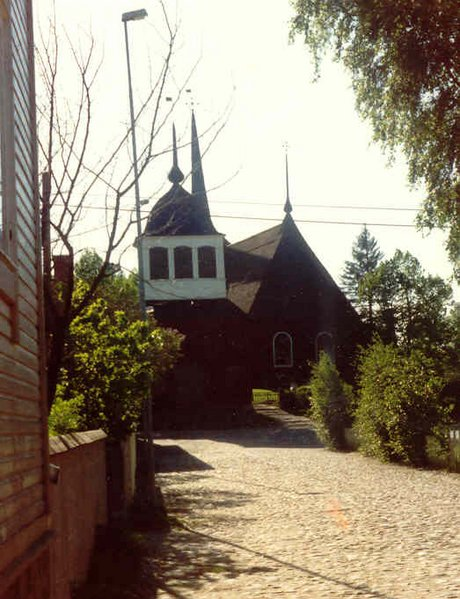
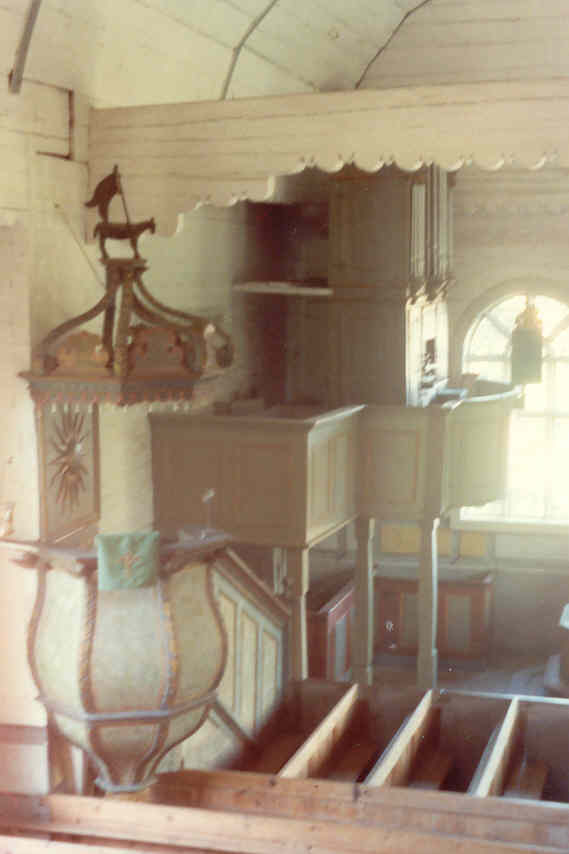